# Darwi Odrade
Darwi Odrade es un personaje principal de la saga de novelas de ciencia ficción Dune, de Frank Herbert. Aparece en Herejes de Dune y Casa Capitular Dune. Es una descendiente de la Casa Atreides y comparte una notable similitud física con Dama Jessica y Lucilla. Asimismo, es hija no reconocida del Bashar Miles Teg, supremo comandante de las fuerzas de la Bene Gesserit. 
En Herejes de Dune, Odrade es una Reverenda Madre de la Bene Gesserit y su tarea principal en el plan original de la Reverenda Madre Taraza, Superiora de la orden, es la elaboración de un escrito, el Manifiesto Atreides, con el que soliviantar el dogma de los Sacerdotes de Arrakis y preparar el camino a un movimiento religioso alrededor de Sheena, la joven fremen que parece hablar con los gusanos de arena. Accidentalmente, descubre el fanatismo religioso de la Bene Tleilax, su secreto mejor guardado, información que planean utilizar para manipularles y sacar ventaja de ellos, uniendo al tiempo fuerzas contra las violentas Honoradas Matres que vuelven al Antiguo Imperio desde los confines de la Dispersión. Durante el ataque final de las Honoradas Matres a Rakis, el cual cuesta la vida a la Madre Superiora Taraza, ésta y Odrade comparten sus memorias. En la huida rumbo a Casa Capitular, Odrade se despide de Miles Teg raspando su piel y recabando las células suficientes para crear un ghola del Bashar, el cual les permita enfrentarse con sus terribles poderes a la amenaza de las Honoradas Matres. 
En Casa Capitular Dune, Odrade se ha convertido en la Madre Superiora de la Hermandad y planea utilizar al joven ghola de Miles Teg (con las nuevas habilidades que éste mostró antes de morir en la anterior novela) contra las Honoradas Matres que intentan exterminarlas. Durante su gobierno, dieciséis planetas de la Hermandad sucumben ante el empuje de las Honoradas Matres, principalmente el alcázar de Palma y la importante escuela de la Bene Gesserit en Lampadas, planeta en donde cuatro millones de Bene Gesserit pierden la vida, entre ellos el Bashar Burzmali, discípulo predilecto de Teg y comandante de las defensas de Lampadas. Al tiempo, Odrade intenta sonsacar toda la información posible sobre las Honoradas Matres de Murbella, la Honorada Matre capturada, de Scytale, el último maestro Tleilaxu y de un ghola de Duncan Idaho, que muestra habilidades ocultas e insospechadas. Inicia a Murbella en el camino de la Bene Gesserit, haciendo de ella una Reverenda Madre y escogiéndola como su eventual sucesora, de acuerdo a su plan maestro. Luego de dos victorias contundentes sobre las Honoradas Matres en Gammu y Conexión, su cuartel general, las Honoradas Matres revierten la victoria en derrota empleando un arma secreta, capturando a Odrade y al Bashar Teg. 
Es entonces cuando se activa el plan B de Odrade, la cual, prisionera de la Gran Honorada Matre Logno, es muerta fortuitamente por la Honorada Matre Elpek luego de que Murbella asesinara a Logno en combate, asumiendo así el mando de las Honoradas Matres pero también, al ser una Reverenda Madre, de las Bene Gesserit, unificando ambas organizaciones. De esa forma, se descubre el plan final de Odrade: la integración de las Honoradas Matres con una Bene Gesserit fortalecida, capaz de enfrentarse a los peligros que se adivinan en la Dispersión.

## Referencia bibliográfica
- Frank Herbert, Herejes de Dune. Ediciones Debolsillo: Barcelona, 2003. ISBN 978-84-9759-731-9
- Frank Herbert, Casa Capitular Dune. Ediciones Debolsillo: Barcelona, 2003. ISBN 9788497597708